# بهترین بهترین‌ها ۴: بدون هشدار
بهترین بهترین‌ها ۴: بدون هشدار (انگلیسی: Best of the Best 4: Without Warning) فیلمی در ژانر اکشن و رزمی به کارگردانی فیلیپ ری است که در سال ۱۹۹۸ منتشر شد. از بازیگران آن می‌توان به ارنی هادسون اشاره کرد.